# La última guardia
La última guardia es un telefilme español de Antena 3 de 2010, que supuso una reunión, más de 15 años después del fin de la serie, de los personajes de Farmacia de guardia. La protagonizan Concha Cuetos, que interpreta a Lourdes Cano, una farmacéutica separada, Carlos Larrañaga, que interpreta a Adolfo Segura, el exmarido de ésta y presidiario. Tienen tres hijos en común: Isabel (Sonia Villalba), Kike (Miguel Ángel Garzón), el mayor y Guille (Julián González). La última guardia se estrenó el 10 de febrero de 2010 a las 22:00 horas, en España.

## Sinopsis
Lourdes Cano está a punto de perder la farmacia porque todo el edificio va a ser vendido para convertirlo en apartamentos de lujo. Ella no puede hacer frente a la importante suma de dinero que le piden por mantener el alquiler (ya que antes pagaba un alquiler de renta antigua) y por lo tanto tendrá que cerrar.
Para comunicar la noticia a su familia, decide reunirlos a todos en una cena. Hasta la farmacia se acercarán su exmarido Adolfo (Carlos Larrañaga) y sus hijos Kike (Miguel Ángel Garzón), Guille (Julián González), Fany (Alicia Rozas) e Isabel (Sonia Villaba).
Kike vive ahora en Costa Rica y dirige un parque natural. Guille, que se dedica a la política, está casado con Margarita (Ángela del Salto) y tiene dos hijos gemelos, Nacho y Marcos (Leonardo y Roberto Muñoz). Fany, que fue reclamada por su madre biológica, vive en Barcelona y acude a la cena con su novia, Teresa (Rocío Peláez). Isabel, que se fue a vivir a Canarias, regresa separada y con una hija 'gótica', Yaiza (Julia Fournier).
Por último, Adolfo, el exmarido de Lourdes, está preso en la cárcel, pero hará lo imposible para salir y reencontrarse con su familia en una fecha tan señalada.
Pero no solo la familia volverá a pisar la rebotica. Sandra (Emma Ozores), María de la Encarnación (María Garralón) y Carlos (Álvaro de Luna) también volverán a reunirse con los Segura-Cano. María de la Encarnación, que sigue como policía del barrio, ha cambiado de compañero y ahora es Chen su 'pareja laboral'. Sandra, por su parte, sigue junto a Lourdes detrás del mostrador.
Como no viene siendo extraño, en la farmacia de Lourdes seguirán los malentendidos entre unos y otros. De hecho, uno de ellos hace creer a varios miembros de la familia Segura-Cano que Lourdes está a punto de morir. Por ello, sus nietos deciden hacerle un 'último regalo': que su grupo musical favorito, La Oreja de Van Gogh, actúe en directo para ella.

## Recepción
La audiencia no acompañó a esta continuación de la aclamada serie de Antena 3 a modo de tv-movie. Sólo un 16,2% de cuota de pantalla, o lo que es lo mismo 3.122.000 espectadores la siguieron, nada que ver con el 63% y más de once millones de espectadores que tuvo el final de la serie allá por 1995. Decía Concha Cuetos en una entrevista previa que, en caso de que esta adaptación triunfara, se pensaría si volver o no con Farmacia de guardia en una serie semanal.

## Reparto
- Adolfo Segura: (Carlos Larrañaga).

- Lourdes Cano: (Concha Cuetos).

- Carlos Vergara: (Álvaro de Luna).

- Sandra: (Emma Ozores).

- María de la Encarnación: (María Garralón).

- Enrique Segura Cano "Quique": (Miguel Ángel Garzón).

- Guillermo Segura Cano "Guille": (Julián González).

- Fany: (Alicia Rozas).

- Isabel Segura Cano: (Sonia Villalba).
  - Eva Isanta / Sonia Villalba (Isabel), 2010. Eva Isanta interpretó a Isabel, la hija mayor de Adolfo (Carlos Larrañaga) y Lourdes (Concha Cuetos) que aparecía de manera esporádica por residir en Canarias. En la TV-movie que reunió a buena parte del elenco original quince años después del final de la serie faltaba ella: su personaje lo retomó Sonia Villalba. Inicialmente se había publicado que Isanta participaría, no sé si era erróneo o si se planteó en algún momento y luego no fue posible. Quizás el hecho de que la actriz trabaje para Telecinco (La que se avecina) tuvo algo que ver.

- Teresa: (Rocío Peláez).

- Yaiza: (Julia Fournier).

- Novio de Yaiza: (Eduardo Casanova)

- Margarita: (Ángela del Salto).

- Leire: (Miriam Blanco).

- Amiga de Concha: (María José Goyanes)

- Nacho: (Leonardo Muñoz).

- Marcos: (Roberto Muñoz).

- Chen: (Zack Niizato).

- Bertha: (Ana Escribano).

- Chencho: (Ángel Pardo)

- Caco Senante: (Juan Carlos Senante Mascareño): El marido de Isabel Segura Cano.

- Datos: Q4156806